# Varta-ELK Haus
El Varta-ELK Haus va ser un equip ciclista austríac que competí professionalment entre el 1990 i 1994. Un dels seus principals èxits fou poder participar en la Volta a Espanya de 1993
No s'ha de confondre amb els equips Varta-Café de Colombia o ELK Haus.

## Principals resultats
- Straßenengler Radsporttag: Alois Pfleger (1991)
- Melbourne to Warrnambool Classic: Peter Besanko (1992)

### A les grans voltes
- Volta a Espanya
  - 1 participacions (1993)
  - 0 victòries d'etapa:
  - 0 classificacions final:
  - 0 classificació secundària:

- Tour de França
  - 0 participacions

- Giro d'Itàlia
  - 0 participacions